# Bigger (bài hát của Backstreet Boys)
"Bigger" là đĩa đơn thứ hai từ album phòng thu thứ bảy của Backstreet Boys, This Is Us. Ca khúc do Max Martin đồng sáng tác và sản xuất.

## Danh sách track
CD Single
1. "Bigger" (Main) - 3:15
2. "Bigger" (Instrumental) - 3:15

Digital Download (2-Track)
1. "Bigger" — 3:15
2. "Straight Through My Heart" (Dave Aude Club) — 6:39

Digital Download (4-Track)
1. "Bigger" — 3:15
2. "Straight Through My Heart" (Jason Nevins Mixshow Remix) — 5:35
3. "On Without You" — 3:36
4. "Bigger" (Video) — 3:22

## Bảng xếp hạng
| Bảng xếp hạng (2009) | Vị trí cao nhất |
| -------------------- | --------------- |
| Japan Hot 100        | 69              |
| Slovak Airplay Chart | 56              |